# Auf der Suche nach dem goldenen Kind
Auf der Suche nach dem goldenen Kind ist ein Abenteuerfilm, der 1986 unter Regie von Michael Ritchie gedreht wurde.

## Handlung
Chandler Jarrell spürt als Ermittler für das Jugendamt verschwundene Kinder auf. Als in Tibet ein Kind entführt wird, das über übernatürliche, göttliche Kräfte verfügt, bittet Kee Nang den bekannten TV-Detektiv, das Kind zu suchen, da er zudem der auserwählte Retter sei. Das Kind kann z. B. durch Berührung Tote wieder lebendig machen und den Willen von Personen steuern. Jarrell und Kee Nang besuchen zu Beginn ein Orakel, um weitere Hinweise zu erhalten.
Auf der Suche geraten die beiden an die Gegenspieler um Sardo Numspa, die das Kind töten wollen. Dazu benötigen sie jedoch den sog. Ajanti-Dolch, den Chandler ihnen im Tausch gegen das Kind bringen soll. Die Entführer des Goldenen Kindes versuchen, dessen magische Kraft zu brechen, indem sie ihm mit Blut vermengten Haferbrei zu essen geben, Der Junge kann sich dagegen aber noch wehren. Nur der Dolch kann das Kind töten und dem Bösen zur Macht verhelfen. Chandler und seine Partnerin müssen den Kultgegenstand finden und an sich nehmen, bevor dieser den Verbrechern in die Hände fällt.
Chandler kann den Dolch in Nepal bekommen und verliebt sich während der Mission in Kee Nang. Diese wird jedoch nach der Rückkehr beim Kampf mit Sardo Numspa getötet. Nur das goldene Kind, das übernatürliche Kräfte besitzt, kann sie vor Sonnenuntergang wieder zum Leben erwecken. Chandler findet das Kind und tötet Sardo Numspa mit Hilfe des Dolches; Kee Nang kann ins Leben zurückgeholt werden.

## Kritiken
Paul Attanasio schrieb in der Washington Post, die Komödie sei unausgegoren und habe kein Herz. Zu den Problemen gehöre, dass der Film auf Murphy zugeschnitten sei. Michael Ritchie gehöre nicht derselben Klasse an wie die Regisseure, mit denen Murphy früher zusammengearbeitet habe.
Das Lexikon des internationalen Films sah einen auf „bekannte[n] Versatzstücke[n] aufbauende[n] Fantasy-Film“, welcher „mit flotten, aber keineswegs immer gelungenen Sprüchen des Komikers Eddie Murphy das Genre ironisieren“ wolle; insgesamt handle es sich um „konventionelle Unterhaltung mit einigen amüsanten Variationen“.

## Auszeichnungen
Der Film wurde 1987 als „bester Fantasyfilm“ für den Saturn Award nominiert. J.L. Reate wurde 1988 für den Young Artist Award nominiert.